# Jorge Soler
Jorge Carlos Soler Castillo (La Habana, 25 de febrero de 1992) es un jardinero cubano de béisbol profesional que juega en las Grandes Ligas, para los Miami Marlins.

## Carrera profesional

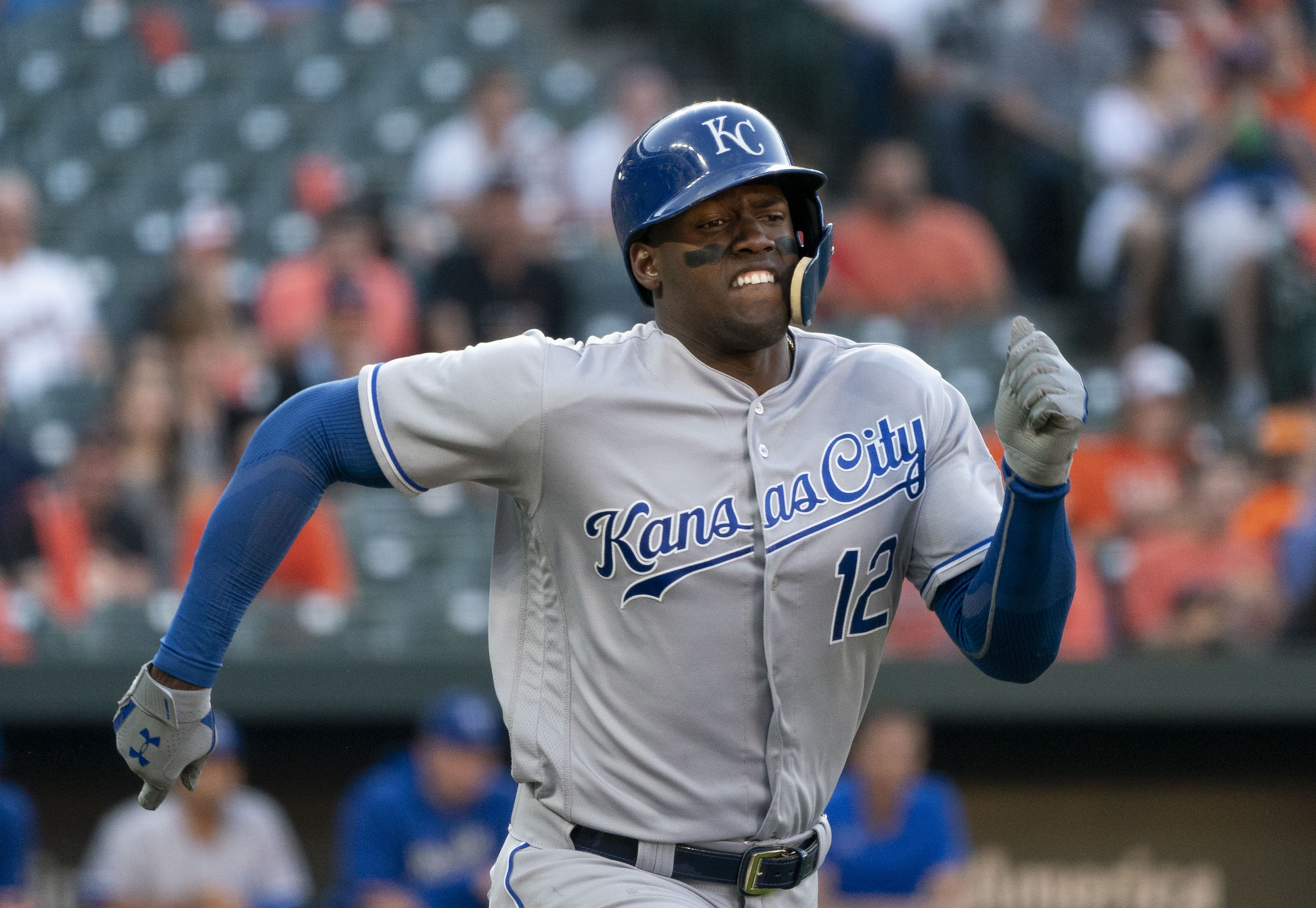
Soler en un partido con Kansas City Royals

### Ligas Menores
El 11 de junio de 2012, según los informes, Soler acordó un contrato de nueve años por $ 30 millones con los Chicago Cubs. Según los informes, los Cachorros habían acordado un trato con Soler antes de que fuera declarado agente libre, aunque el gerente general de los Cachorros, Jed Hoyer, lo negó. Hizo su debut profesional esa misma temporada con los AZL Cubs y fue ascendido a Peoria Chiefs en agosto. En 34 juegos entre los dos equipos bateó .299 con cinco jonrones y 25 carreras impulsadas.
Soler comenzó la temporada 2014 con los Tennessee Smokies . El 22 de julio de 2014, después de batear .415 / .494 / .862 con seis jonrones y 22 RBIS en 22 juegos, Soler fue ascendido a los Iowa Cubs.

### Chicago Cubs
El 25 de agosto de 2014, Soler fue convocado a los Cachorros de Chicago por primera vez. En 32 juegos para Iowa antes de su convocatoria, estaba bateando para .282 con ocho jonrones y 29 carreras impulsadas en 32 juegos. En su debut en las Grandes Ligas el 27 de agosto, enfrentándose al lanzador de los Rojos de Cincinnati Mat Latos , Soler conectó un jonrón en su primer turno al bate en las Grandes Ligas, convirtiéndose en el 117.º jugador en la historia de las Grandes Ligas en hacerlo. El 1 de septiembre, Soler tuvo dos dobles en su debut en casa para que los Cachorros se convirtieran en el tercer jugador de Grandes Ligas en los últimos 100 años en tener al menos un extrabase en cada uno de sus primeros cinco juegos en las mayores. Dos días después, Soler se convirtió en el segundo jugador en la historia de los Cachorros con hasta 10 carreras impulsadas en sus primeros siete juegos como jugador de Grandes Ligas. Soler fue el jardinero derecho titular de la temporada 2015 de los Cachorros hasta que una lesión en el tobillo lo dejó fuera de juego a principios de junio. Regresó a la alineación titular el 5 de julio después de pasar un tiempo en rehabilitación. Terminó la temporada regular con un promedio de bateo de .268, 15 jonrones y 67 carreras impulsadas.
En 2015, el debut de Soler en postemporada, caminó como bateador emergente en la novena entrada del Juego 1 de la Serie Divisional y siguió con un doble, jonrón de dos carreras al centro directo y dos bases por bolas más en el Juego 2, y otro jonrón, un sencillo y dos bases por bolas en el tercer juego. Estableciendo récords Soler comenzó su carrera de postemporada alcanzando base nueve veces seguidas, en las que registró cinco bases por bolas y conectó dos jonrones, un doble y un sencillo. En el Juego 4, Soler puso fin a un rally de sexta entrada de los Cardenales de San Luis que empató el juego con una asistencia en el jardín en una entrada que salvó el juego y terminó con Tony Cruz en el plato de home. Los Cubs ganaron el juego 6-4 y vencieron a los St. Louis Cardinals rivales. en cuatro juegos para avanzar a la Serie de Campeonato de la Liga Nacional.
El tiempo de juego de Soler con Chicago se redujo en 2016, jugando en 86 juegos en comparación con 101 el año anterior. Los Cachorros fueron el equipo más dominante durante toda la temporada regular, entrando a la postemporada como los favoritos. A través de 13 turnos al bate en los playoffs, Soler totalizó 4 ponches, 3 bases por bolas y dos hits. Ambos hits llegaron en la Serie Mundial. El más notable de los dos fue un triple en el Juego 3 de Bryan Shaw. Los Cachorros ganaron la Serie Mundial de 2016 sobre los Indios de Cleveland en siete juegos.

### Kansas City Royals
El 7 de diciembre de 2016, los Cachorros cambiaron a Soler a los Kansas City Royals por Wade Davis. Después de una serie de lesiones e inconsistencia en el plato, Soler fue degradado a los Omaha Storm Chasers el 2 de junio. En 74 juegos para Omaha bateó .267 con 24 jonrones y 59 carreras impulsadas, y en 35 juegos para Kansas City , compiló un promedio de bateo de .144 con dos jonrones y seis carreras impulsadas.
Soler comenzó el 2018 como jardinero derecho titular de Kansas City . Sin embargo, después de sufrir una fractura en un dedo del pie a mediados de junio, estuvo marginado durante el resto del año. En 61 juegos, bateó .265 con nueve jonrones. Soler regresó de la lesión en 2019, dividiendo el tiempo entre el jardín derecho y el bateador designado. El 3 de septiembre de 2019, conectó su 39 ° jonrón de la temporada, convirtiéndose en el poseedor del récord de Kansas City de más jonrones en una sola temporada. La noche siguiente, Soler se convirtió en el primer jugador de los Reales en la historia en registrar al menos 40 jonrones en una sola temporada.
En 2019, bateó para .265 y lideró la Liga Americana con 48 jonrones y 178 ponches en 589 turnos al bate. Su total de jonrones fue el más alto en una sola temporada por un jugador nacido en Cuba.
En la temporada acortada por la pandemia de 2020, Soler bateó para .228 con ocho jonrones y 24 carreras impulsadas en 43 juegos. Al comienzo de la temporada 2021 con Kansas City, bateó .192 / .288 / .370 en 308 turnos al bate.

### Atlanta Braves
El 30 de julio de 2021, Soler fue canjeado a los Atlanta Braves a cambio de Kasey Kalich.
En 2021, bateó .223 / .316 / .432 con 27 jonrones y 70 carreras impulsadas en 516 turnos al bate entre los Reales y los Bravos. Con los Bravos, bateó .269 / .358 / .524. Sus jonrones promediaron 423 pies, la distancia promedio de jonrones más larga de todos los bateadores de Grandes Ligas
En su primera aparición después de pasar 10 días en la lista de lesionados de Covid-19, Soler conectó un jonrón de apertura en el Juego 1 de la Serie Mundial 2021 frente a Framber Valdez, convirtiéndose en el primer jugador en conectar un jonrón en la primera aparición en el plato de una Serie Mundial. En el Juego 4, Soler conectó un jonrón de ventaja como emergente en la séptima entrada para dar a los Bravos una ventaja de 3-2, lo que los llevó a una ventaja de 3-1 en la Serie Mundial. En el Juego 6, aplastó su tercer jonrón de la serie, un tiro de 446 pies y tres carreras para dar a los Bravos una ventaja de 3-0.